# Bernáth Gusztáv
Bernáth Gusztáv (Wald, 1813. január 15. – Pozsony, 1836. május 12.) költő.

## Élete
Bernáth Mátyás evangélikus lelkész fia volt; középiskoláit Pozsonyban és Győrött végezte, mire rövid ideig a Blaskovics-féle nevelő-intézetben tanított, elbetegesedvén, hazájába tért vissza, de 1835-ben már ismét folytatta iskoláit a pozsonyi jogakadémián.

## Művei
- Hinterlassene Gedichte. Pressburg, 1837. (A költő életrajzával.)